# COG-UK
Das COG-UK, ausgeschrieben COVID-19 Genomics UK Consortium, ist ein Konsortium aus den Institutionen des öffentlichen Gesundheitswesens und Forschungsinstituten im Vereinigten Königreich. Es wurde im April 2020 gebildet, um als Teil der Strategie zur Bekämpfung der COVID-19-Pandemie im Vereinigten Königreich Genome von SARS-CoV-2-Viren zu sammeln, zu sequenzieren und zu analysieren. Das Konsortium vereinigt die vier Public Health Agencies der Landesteile (bzw. ihre Nachfolgeorganisationen), National-Health-Service-Organisationen, Hochschul- und Forschungsinstitute und das Wellcome Sanger Institute. Das Konsortium hat im November 2020 die  Variant of Concern 202012/01 identifiziert. 45 % aller bis zum Januar 2021 in öffentliche Datenbanken weltweit hochgeladenen SARS-CoV-2-Sequenzen stammen aus Quellen von COG-UK.

## Strategische Ziele
Die breit aufgestellte Komplettsequenzierung von humanpathogenen (krankheitserregenden) Viren erfüllt mehrere strategische Zwecke innerhalb der Seuchenbekämpfung:
Zum einen sollen neu auftretende gefährlichere Erreger-Varianten möglichst schnell erkannt werden. Dies ist COG-UK im Falle der „Kent-Variante“ VOC-202012/01 (alias B.1.1.7, später als Variante Alpha bezeichnet) auch tatsächlich gelungen:
Nach Hinweisen von Tulio de Oliveira, der an der Entdeckung der „Südafrikanischen Virusvariante“ N501Y.V2 (alias B.1.351, später als Variante Beta bezeichnet) beteiligt war und in der N501Y-Mutation ein besonderes Potential für beschleunigte Verbreitung vermutete, konnte auch Andrew Rambaut diese Punktmutation in den englischen Daten finden, auch hier verbreitete sich die mutierte Variante besonders rasch.
Ein bald erfolgender strikter Lockdown in der Region einschließlich des Großraums London konnte so vermutlich noch schlimmeres verhindern.
Zweitens kann mit dieser Methodik auch das Auftreten von Immun-Escape-Varianten viel schneller als ohne sie entdeckt werden, und die Entwicklung von Impfstoffen, die auch gegen diese Escape-Mutationen stark immunisieren, kann früher beginnen. Ähnliches gilt für die Entwicklung und den Einsatz von monoklonalen Antikörpern. Auch in anderen Fällen ist es zumindest denkbar, dass Therapie und Prävention von der Virusvariante abhängen. Patrick Vallance sagte dazu: „Die Genom-Sequenzierung … kann künftig helfen die Behandlungen zu steuern … .“
Drittens ermöglicht vor allem in der frühen Phase der Epidemie eine Komplettsequenzierung eine viel größere Gewissheit bei der Feststellung von Infektionsketten. Wenn die Viren des (vermuteten) „Ansteckers“ und des Angesteckten identisch oder fast identisch sind, stützt diese Beobachtung die Vermutung, dass dies tatsächlich der Ansteckungsweg war; wenn die Viren der beiden Infizierten sich jedoch wesentlich unterscheiden, kann man nahezu ausschließen, dass der eine sich beim anderen angesteckt hat.
Sharon Peacock fasste das in die Worte “Mutations are expected and are a natural part of evolution. Many thousands of mutations have already arisen, and the vast majority have no effect on the virus but can be useful as a barcode to monitor outbreaks.”
Die genaue Kenntnis von Infektionsketten kann dann wesentlich dazu beitragen, basierend auf gesichertem Wissen Hygiene-Empfehlungen und -Pflichten zu beschließen.

## Struktur
COG-UK erhielt im März 2020 einen Grundetat von 20 Millionen £, finanziert vom englischen Gesundheitsministerium, UK Research and Innovation (UKRI) und dem Wellcome Sanger Institute. Im November 2020 erhielt das Konsortium einen weiteren Zuschuss vom Gesundheitsministerium, um trotz der im Winterhalbjahr 2020/2021 steigenden Fallzahlen die hohe Rate der Sequenzierungen beizubehalten.
Zu den Partnern des Konsortiums gehören das Wellcome Sanger Institute, das Quadram Institute und 15 Hochschulen: Die Queen’s University Belfast, die University of Birmingham, die Cardiff University, die University of Cambridge, die University of Edinburgh, die University of Exeter, die University of Glasgow, die University of Liverpool, die Northumbria University, die University of Nottingham, die University of Oxford, die University of Portsmouth, das University College London, das Imperial College London und die University of Sheffield.
Das Konsortium wird geleitet von der Exekutivdirektorin Sharon Peacock, Professorin für Mikrobiologie an der Cambridge University. Peacock wurde für diesen Aufgabenbereich von ihrer Universität zu Public Health England als Wissenschaftsdirektorin abgeordnet.

## Forschungsarbeiten
Während der COVID-19-Pandemie entwickelten Mitglieder des COG-UK Werkzeuge wie die Software „Phylogenetic Assignment of Named Global Outbreak Lineages“ (PANGOLIN), die vielfach genutzt wird, um Daten über SARS-CoV-2 evolutionsgenetisch einzuordnen. Die SARS-CoV-2 Variant of Concern 202012/01 (alias B.1.1.7, später als Variante Alpha bezeichnet) wurde im November 2020 vom COG-UK entdeckt. Sie ist Gegenstand weiterer Forschung, die in Großbritannien weiterhin von COG-UK unterstützt wird. Bis Mitte Januar 2021 hat COG-UK zu beinahe 5 % aller festgestellten SARS-CoV-2-Infektionen im Land eine Sequenz zur internationalen Sammelstelle GISAID hochgeladen, verglichen mit 3,2 % in den Vereinigten Staaten, 60 % im von der Pandemie weniger betroffenen Australien und deutlich weniger als 0,7 % aus Deutschland.
Ungefähr 60 % dieser Sequenzierungen wurden vom Wellcome Sanger Institute durchgeführt.
Im Dezember 2020 berichtete BBC, dass COG-UK „die genetische Geschichte von mehr als 150.000 Proben von SARS-Cov-2-Viren verstanden“ habe.

## Ausgewählte Publikationen
- S. W. Lo, D. Jamrozy: Genomics and epidemiological surveillance. In: Nature reviews. Microbiology. Band 18, Nummer 9, 09 2020, S. 478, doi:10.1038/s41579-020-0421-0, PMID 32690878, PMC 7371787 (freier Volltext).
- Meredith, Luke W.; Hamilton, William L.; Warne, Ben; Houldcroft, Charlotte J.; Hosmillo, Myra; Jahun, Aminu S.; Curran, Martin D.; Parmar, Surendra; Caller, Laura G.; Caddy, Sarah L.; Khokhar, Fahad A. (1. November 2020). Rapid implementation of SARS-CoV-2 sequencing to investigate cases of health-care associated COVID-19: a prospective genomic surveillance study. In: The Lancet Infectious Diseases. 20 (11): 1263–1271. doi:10.1016/S1473-3099(20)30562-4. PMID 32679081.
- Rambaut, Andrew; Holmes, Edward C.; O’Toole, Áine; Hill, Verity; McCrone, John T.; Ruis, Christopher; du Plessis, Louis; Pybus, Oliver G. (November 2020). A dynamic nomenclature proposal for SARS-CoV-2 lineages to assist genomic epidemiology. In: Nature Microbiology. 5 (11): 1403–1407. doi:10.1038/s41564-020-0770-5.
- da Silva Filipe, Ana; Shepherd, James G.; Williams, Thomas; Hughes, Joseph; Aranday-Cortes, Elihu; Asamaphan, Patawee; Ashraf, Shirin; Balcazar, Carlos; Brunker, Kirstyn; Campbell, Alasdair; Carmichael, Stephen (Januar 2021). Genomic epidemiology reveals multiple introductions of SARS-CoV-2 from mainland Europe into Scotland. In: Nature Microbiology. 6 (1): 112–122. doi:10.1038/s41564-020-00838-z.
- Thomson, Emma C.; Rosen, Laura E.; Shepherd, James G.; Spreafico, Roberto; da Silva Filipe, Ana; Wojcechowskyj, Jason A.; Davis, Chris; Piccoli, Luca; Pascall, David J.; Dillen, Josh; Lytras, Spyros (Januar 2021). Circulating SARS-CoV-2 spike N439K variants maintain fitness while evading antibody-mediated immunity. In: Cell. doi:10.1016/j.cell.2021.01.037. PMC 7843029 (freier Volltext)